# Belägringen av Benfeld
Belägringen av Benfeld var en svensk belägring av den kejserliga staden Benfeld under trettioåriga kriget.

## Bakgrund
Efter Gustav II Adolfs segerrika fälttåg till Bayern blev en här under befäl av Gustaf Horn utsänd till Rhenlandet. Där erövrades snart Koblenz och Trier efter vilket hären triumferade i slaget vid Wiesloch. Därefter inledde Horn ett fälttåg för att erövra den rika regionen Alsace. Den svenska hären, tillsammans med trupper från Württemberg, belägrade och intog efter varandra Ober-Ehenheim, Offenburg och Ortenberg, efter vilket Horn belägrade den strategiskt viktiga staden Benfeld.

## Belägringen
Den 8 september inledde Horns här belägringen av Benfeld. Under belägringens inledande fas närmade sig den svenska hären staden och sedan byggdes en fördämning vid floden Ill för att tömma fästningsgraven på vatten. Därefter kunde hären ta sig ned för kontereskarpen och upp för eskarpen för att sedan minera under väggarna. Små fientliga avdelning anföll två gånger svenska trupper vid Ebermunster, söder om Benfeld, men dessa åstadkom inget betydelsefullt. Ingen större här hotade att intervenera i belägringen och den 29 oktober kapitulerade fästningen mot att försvararna lämnade med sina vapen och krigsfångar frigavs.

## Följder
Efter att Benfeld blivit besatt erövrade Horns här snabbt resten av Alsace. Moltzheim föll den 4 november, Schlettstadt den 2 december och Colmar den 14 december.